# Polyplectropus protensus
Polyplectropus protensus är en nattsländeart som beskrevs av Georg Ulmer 1908. Polyplectropus protensus ingår i släktet Polyplectropus och familjen fångstnätnattsländor. Inga underarter finns listade i Catalogue of Life.